# グラナ・パダーノ

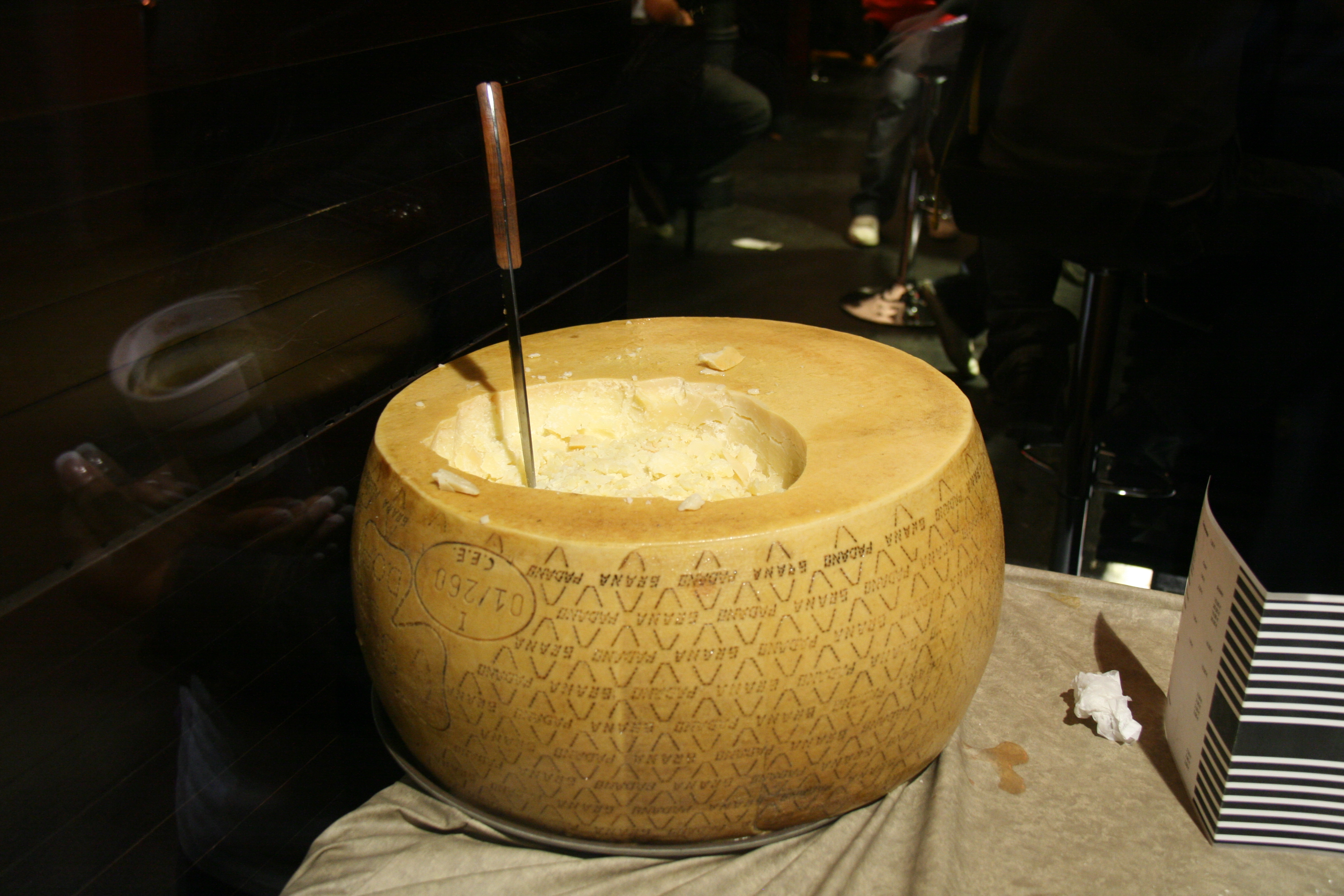
グラナ・パダーノ

グラナ・パダーノ（伊語： Grana Padano ）は、チーズのひとつ。イタリアは北部、エミリア・ロマーニャ州、ピエモンテ州、ロンバルディア州などのポー川流域で生産されるハードチーズで、牛乳を原料とする。
グラナとは粒状のと言う意味で、パダーノはポー川周辺の平地の事を言う。その名の通り、割るとボロボロと粒状に崩れるので、この地域一帯で生産されるチーズの総称であった。しかし製法などの違いにより一部がパルミジャーノ・レッジャーノとして法律で分けられた。熟成期間は最低9カ月最長2年におよぶ。パルミジャーノ・レッジャーノより割安なので、同じ用途に使われるが、1996年にDOPを取得していて、厳しい品質管理がなされているので決してただの代用品と言うわけではない。またパルミジャーノだと強すぎる場合にはパダーノを使う方がよいとされる。
またパルミジャーノ・レッジャーノに比べて熟成期間が短い分、塩分濃度は低いので料理に使う時には注意が必要。製造中に分離した乳脂肪はマスカルポーネなどの原料に使われる。

### 注
1. ↑  『イタリア料理教本. 下』では通常15カ月から18カ月に限られるとしている。